# Julie Pekárková
Julie Pekárková, née le 6 mars 1973, est une coureuse cycliste tchèque qui pratique le cyclisme sur route. Triple championne de République tchèque en course en ligne (1993, 1996 et 2002).

## Palmarès sur route
- 1991
  - 2e du Tour de Feminin - O cenu Ceskeho Svycarska
- 1992
  - 4e étape du Ronde van Bohemen
- 1993
  -  Championne de République tchèque sur route
  - Velka Cena Usti Nad Labem :
    - Classement général
    - 2e étape

  - 2e du championnat de République tchèque du contre-la-montre
- 1994
  - 3e du championnat de République tchèque sur route
- 1995
  - 2e étape du Tour de Feminin - O cenu Ceskeho Svycarska
  - 3e du championnat de République tchèque sur route
- 1996
  -  Championne de République tchèque sur route
  - 3e du championnat de République tchèque du contre-la-montre
- 2000
  - 2e du championnat de République tchèque du contre-la-montre
- 2002
  -  Championne de République tchèque sur route
  - 2e du championnat de République tchèque du contre-la-montre
- 2003
  - 2e du championnat de République tchèque sur route
  - 2e du championnat de République tchèque du contre-la-montre
- 2004
  -  Championne de République tchèque du contre-la-montre

### Grands tours

#### Tour d'Italie
2 participations
- 1993 : 15e
- 1996 : 42e